# Hoa hậu Thế giới 1957

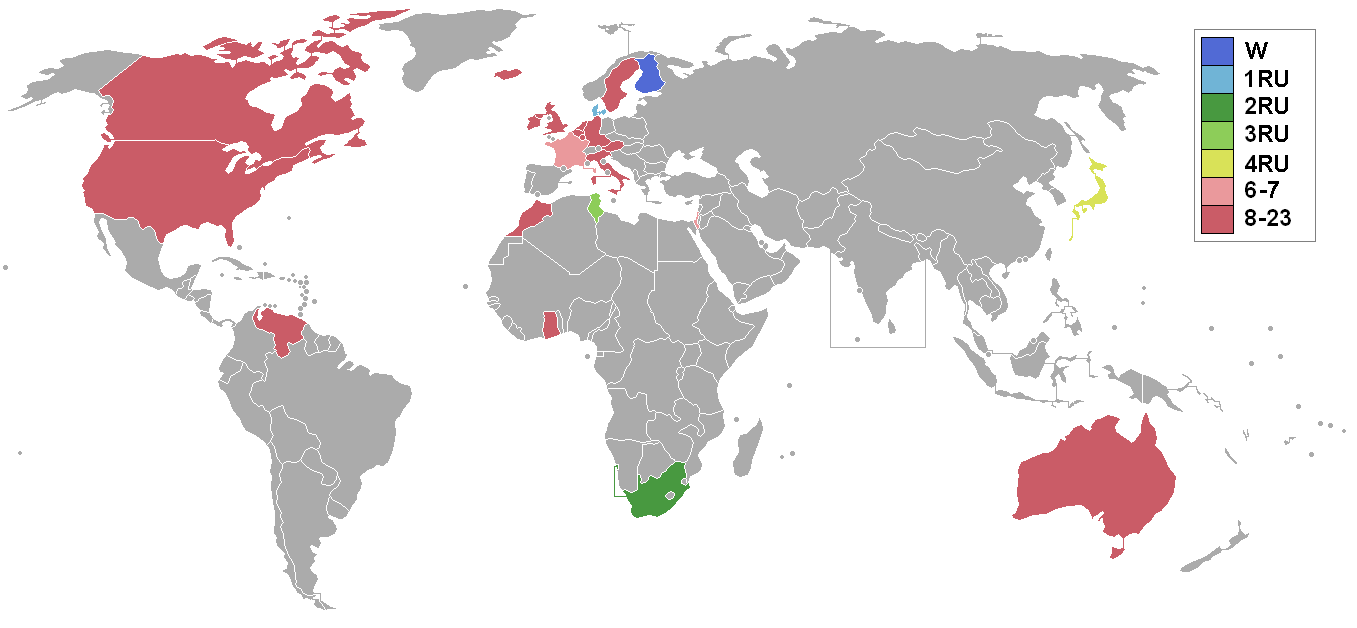
Các quốc gia và vùng lãnh thổ tham dự cuộc thi và kết quả

Hoa hậu Thế giới 1957, là cuộc thi Hoa hậu Thế giới lần thứ 7, được tổ chức vào ngày 14 tháng 10 năm 1957 tại nhà hát Lyceum, Luân Đôn, Vương quốc Anh. 23 thí sinh tham dự cuộc thi trong năm 1957. Người chiến thắng là Marita Lindahl, đại diện cho Phần Lan.

## Các kết quả
| Kết quả               | Thí sinh                        |
| --------------------- | ------------------------------- |
| Hoa hậu Thế giới 1957 | - Phần Lan – Marita Lindahl †   |
| Á hậu 1               | - Đan Mạch – Lilian Juul Madsen |
| Á hậu 2               | - Nam Phi – Adele June Kruger   |
| Á hậu 3               | - Tunisia – Jacqueline Tapia    |
| Á hậu 4               | - Nhật Bản – Muneko Yorifuji    |
| Á hậu 5               | - Pháp – Claude Inès Navarro    |
| Á hậu 6               | - Israel – Sara Elimor          |

## Thí sinh
- Úc - June Finlayson
- Áo - Lilly Fischer
- Bỉ - Jeanine Chandelle
- Canada - Judith Eleanor Welch
- Đan Mạch - Lilian Juul Madsen
- Phần Lan - Marita Lindahl †
- Pháp - Claude Inès Navarro
- Đức - Annemarie Karsten
- Anh Quốc - Leila Williams
- Hy Lạp - Nana Gasparatou
- Hà Lan - Christina van Zijp
- Iceland - Rúna Brynjólfdóttir
- Ireland - Nessa Welsh
- Israel - Sara Elimor
- Ý - Anna Gorassini
- Nhật Bản - Muneko Yorifuji
- Luxembourg - Josee Jaminet
- Maroc - Danielle Muller
- Nam Phi - Adele June Kruger
- Thụy Điển - Elenore Edin
- Tunisia - Jacqueline Tapia
- Hoa Kỳ - Charlotte Sheffield †
- Venezuela - Consuelo Nouel